# غالا (كاسان)
غالا هي بلدة في مقاطعة كاسان في ولاية قشقداريا في أوزبكستان.